# الطالب الجديد (فلم 1925)
الطالب الجديد (بالإنجليزية: The Freshman) هو فيلم كوميدي صامت إنتاج سنة 1925 بطولة هارولد لويد.

## الممثلون
- هارولد لويد
- جوباينا رالستون
- بروكس بينيدكيت
- جيمس أندرسون
- هازل كينر
- جوزيف هارينجتون
- بات هارمون
- روزاليند بيرن

## روابط خارجية
- الطالب الجديد على موقع IMDb (الإنجليزية)
- الطالب الجديد على موقع الموسوعة البريطانية (الإنجليزية)
- الطالب الجديد على موقع روتن توميتوز (الإنجليزية)
- الطالب الجديد على موقع ألو سيني (الفرنسية)
- الطالب الجديد على موقع Turner Classic Movies (الإنجليزية)
- الطالب الجديد على موقع أول موفي (الإنجليزية)
- الطالب الجديد على موقع فيلمافينيتي (الإسبانية)
- الطالب الجديد على موقع قاعدة بيانات الأفلام السويدية (السويدية)
- الطالب الجديد على موقع قاعدة بيانات الفيلم (الإنجليزية)
- الطالب الجديد على موقع ليتربوكسد (الإنجليزية)
- The Freshman على موقع أول موفي.